# Ronnie James Dio
 (mars 2023).
Si vous disposez d'ouvrages ou d'articles de référence ou si vous connaissez des sites web de qualité traitant du thème abordé ici, merci de compléter l'article en donnant les références utiles à sa vérifiabilité et en les liant à la section « Notes et références ».
Pour les articles homonymes, voir Dio.
Ronnie James Dio, de son vrai nom Ronald James Padavona, est un chanteur et auteur-compositeur de heavy metal américain né le 10 juillet 1942 à Portsmouth et mort le 16 mai 2010 à Houston à l'âge de 67 ans. Il a fait partie des groupes Elf, Rainbow, Black Sabbath et Heaven & Hell, ainsi que de sa propre formation, Dio. Il a été à plusieurs reprises cité comme l'un des chanteurs majeurs de la scène heavy metal, célèbre pour sa voix puissante et pour avoir popularisé le geste des « cornes » (avec la main), élément déterminant de la culture metal. Avant de décéder, il collaborait avec d'autres membres du groupe Black Sabbath - Tony Iommi, Geezer Butler et Vinny Appice -, au projet Heaven & Hell, dont l'unique album studio, The Devil You Know, est sorti le 28 avril 2009. Dans la matinée du 16 mai 2010, il succombe à un combat de six mois contre un cancer de l'estomac.

## Biographie

### Enfance
Ronald James Padavona est né à Portsmouth, dans l'État du New Hampshire, seul enfant d’une famille italienne. Peu après sa naissance, sa famille déménage à Cortland, dans l’État de New York. Ses parents l’élèvent dans le respect des valeurs de l'Église catholique romaine, une expérience dont il a gardé de mauvais souvenirs. Une fois son cursus scolaire terminé, ses parents le poussent à étudier la pharmacologie à l'Université de Buffalo. Mais la musique a toujours été sa vocation première. Il a d'abord joué de la trompette et du cor d'harmonie et a même enregistré plusieurs singles avec différents groupes au cours de son enfance. Toutefois, il refuse une bourse d’études pour la Juilliard School of Music, souhaitant laisser libre cours à sa passion pour la musique Rock.

### Les débuts d'une longue carrière musicale (1958-1975)
Au lycée, le jeune Ronald James rejoint un groupe appelé « The Vegas Kings », dans lequel il joue de la basse. Il s’attribue alors un pseudonyme, Ronnie James Dio, en hommage à un membre de la mafia italienne, Johnny Dio. Il devient finalement le chanteur du groupe, qui se rebaptise « Ronnie & The Rumblers » et finalement « Ronnie & The Red Caps ». Leur premier single paraît en 1958 sur le label Reb. Dio révèle alors une voix puissante et une grande maîtrise du chant à attribuer, selon lui, aux techniques de respiration qu’on lui a enseignées lors de ses cours de cor. Il n’a en effet jamais pris de cours de chant.
En 1961, le groupe change encore de nom pour « Ronnie and the Prophets » et enregistre sept singles et un album live en 1963, Dio at Domino's. Des sources indiquent que certains des singles ont été composés par Ronnie James Dio en solo, mais d'autres, comme Dio lui-même, affirment au contraire que tous les singles ont été réalisés collectivement. Le groupe est finalement dissous en 1967. Dio et l’ancien guitariste des Prophets, Nick Pantas, fondent alors un nouveau groupe, « The Electric Elves ». En 1969, la formation se rebaptise simplement « Elf » et enregistre son premier album trois ans plus tard, en 1972. Dio et ses musiciens sont alors repérés en studios par Ian Paice et Roger Glover, respectivement batteur et bassiste de Deep Purple, qui deviennent les producteurs du nouvel album éponyme. Fort du nouveau lien noué entre les différents protagonistes, Elf joue en première partie sur la tournée de Deep Purple devant des foules de plus en plus nombreuses.
En 1973, Ronald James Padavona se rebaptise définitivement avec le nom d’usage Ronnie James Dio et abandonne la basse pour se consacrer exclusivement au chant. En 1974, Elf sort un deuxième album, Carolina County Ball, et participe à une nouvelle tournée en compagnie de Deep Purple. La même année, Dio participe à l’album solo de Roger Glover, The Butterfly Ball and the Grasshopper's Feast. Il chante en particulier sur le titre Love Is All, qui rencontrera un immense succès international et dont en sera fait une animation vidéo mettant en scène des animaux, avec Ronnie en « voix de la grenouille ». À partir de 1975, ce clip servira régulièrement d'interlude sur Antenne 2 pour pallier certains retards ou problèmes techniques.
En 1975, le groupe Elf enregistre son troisième album, Trying to Burn the Sun. Avant même sa sortie, Ritchie Blackmore, alors démissionnaire de Deep Purple, propose aux membres d’Elf de fonder un nouveau groupe. Ils acceptent et Elf se dissout dans une nouvelle formation, baptisée Rainbow.

### Rainbow puis Black Sabbath (1975-1982)

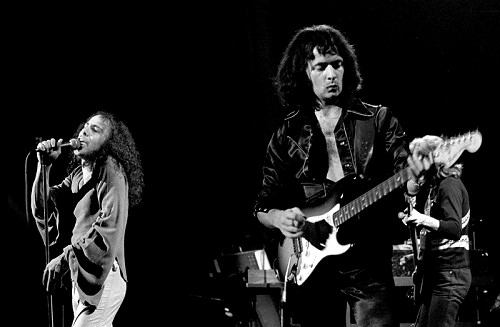
Dio et Ritchie Blackmore, sur scène lors d'un concert de Rainbow en 1977.

Avec Rainbow, la carrière de Dio connaît, selon son propre aveu, un grand changement. Bien qu’il reconnaisse que Rainbow soit avant toute chose le groupe de Ritchie Blackmore, Dio a toujours revendiqué une importante participation dans la réalisation de ses trois premiers albums, Ritchie Blackmore's Rainbow (1975), Rising (1976) et Long Live Rock 'n' Roll (1978). Il est d'ailleurs crédité sur la plupart des titres au côté de Blackmore. Rainbow rencontre un grand succès, en particulier auprès des fans de Deep Purple. Les concerts donnés par le groupe, réputés riches en improvisations et particulièrement longs et épiques, permettent aux différents membres de laisser libre cours à leur talent. Au fur et à mesure, Dio inscrit son timbre vocal très pur et clair dans un registre puissant et très mélodique qui forge son style pour le reste de sa carrière. Son attitude très chaleureuse vis-à-vis du public, qu'il invite à chanter régulièrement, le rend en outre très populaire. Les enregistrements On Stage (1977) et Live in Munich 1977 (en) (publié en 2006) donnent un excellent aperçu de ce qu'est Rainbow en concert à cette époque. En désaccord avec l’orientation que Ritchie Blackmore souhaitait donner à Rainbow pour l’ouvrir à un public plus large, Dio met un terme à leur collaboration en 1978 après la tournée promotionnelle de Long Live Rock 'n' Roll et se lance dans une carrière solo.
En 1979, il rencontre le guitariste Tony Iommi, qui lui propose de remplacer Ozzy Osbourne au micro de Black Sabbath, le groupe fondateur du heavy metal qui connaît alors d'importantes difficultés. L'alchimie entre Dio et les trois musiciens de Black Sabbath est excellente, et, bien que les premières semaines soient laborieuses compte tenu des problèmes personnels de certains, ils finissent par enregistrer l'album Heaven and Hell en 1980. C'est un immense succès, l'album se vend à plusieurs centaines de milliers d'exemplaires et Black Sabbath renoue avec le succès. Un temps rejeté par les aficionados d'Ozzy Osbourne, Dio s'impose rapidement au micro du groupe et parvient à galvaniser les immenses foules qui se pressent aux concerts de Black Sabbath. Son style scénique reste dans les mémoires, le public retenant pour la postérité ses chemises aux longues manches pendantes d'inspiration médiévale, son pied de microphone tournoyant dans les airs et surtout sa contribution majeure à la popularisation de la « Mano Cornuta » (geste de la main consistant à replier le majeur, l'annulaire et le pouce, ne laissant que l'index et l'auriculaire dressés), qui devient vite le geste de ralliement de l'intégralité des fans de Heavy Metal. Il s'agit à l'origine d'un geste de protection spirituelle, utilisé par sa grand-mère italienne contre tout personnage malveillant et qui l'avait particulièrement marqué durant son enfance.
Galvanisé par son succès, le nouveau Black Sabbath enchaine les concerts et retourne rapidement en studios pour enregistrer un second album baptisé Mob Rules (1981). C'est encore un succès, dans la continuité de celui de Heaven and Hell, mais des tensions se font rapidement jour entre les différents membres du groupe. Dio et le batteur Vinny Appice claquent finalement la porte au cours du mois d'octobre 1982, lors du mixage de l'album Live Evil au sujet duquel s'étaient cristallisés plusieurs désaccords. Des rumeurs insinuent même qu'ils se seraient tous les deux introduits dans le studio tard dans la nuit, dans le but de mixer le chant et la batterie eux-mêmes. Les deux parties ont depuis nié les faits tout en rejetant la faute sur l'ingénieur, qu'ils accusent d'avoir « raconté des histoires ».
Son passage dans Black Sabbath a considérablement influencé Dio, qui s'inscrit définitivement dans la mouvance heavy metal pour le reste de sa carrière artistique. Fort de son succès et de sa contribution à l'œuvre de deux groupes particulièrement populaires, Ronnie James Dio se lance avec beaucoup d'assurance et de potentiel dans une carrière en solo.

### Carrière solo

#### Les années 1980, le succès
Ronnie James Dio fonde en 1983 son propre groupe, qu'il baptise simplement Dio. Il recrute Vinny Appice qui l'a suivi après leur départ de Black Sabbath, ainsi que son ancien comparse de Rainbow, le bassiste Jimmy Bain, et le guitariste Vivian Campbell, alors totalement inconnu du grand public. Dans le courant du mois de mai 1983, la nouvelle formation sort son premier album, Holy Diver. C'est un grand succès, en particulier grâce à la popularité de deux singles, Rainbow in the Dark et Holy Diver, dont les clips vidéos passent en boucle sur la chaîne de télévision MTV. Très populaire en concerts, le groupe qui accueille le claviériste Claude Schnell (en) sort son deuxième album studio, The Last in Line, le 2 juillet 1984. Un troisième album, Sacred Heart, jugé plus commercial que les autres de par ses sonorités plus modernes et accessibles suit rapidement et sort le 15 août 1985. Tous deux sont également de grands succès commerciaux.
En 1985, Dio est l'instigateur de l'album Hear 'n Aid pour lever des fonds contre les famines en Afrique ; il compose en particulier la chanson Stars, interprétée par de nombreux artistes de hard rock et de heavy metal. Dio retourne ensuite à son projet solo, mais une rivalité tend à s'instaurer entre Dio et Vivian Campbell et ce dernier est finalement licencié pour être remplacé par Craig Goldy (en), avec lequel Dio entretient une relation d'amitié depuis plusieurs années. Goldy contribue à orienter le groupe vers un son beaucoup plus lourd et sombre sur l'album Dream Evil (1987), qui tranche avec les sonorités FM de Sacred Heart. Cet album connaît un succès commercial équivalent aux trois précédents. Après plusieurs tournées, les rapports se dégradent entre Dio et ses musiciens, qui sont tous congédiés. Dio recrute pour les remplacer l'ex-batteur d'AC/DC Simon Wright, le guitariste Rowan Robertson, le bassiste Teddy Cook (en) et le claviériste de Yngwie Malmsteen, Jens Johansson. La nouvelle formation enregistre l'album Lock up the Wolves qui paraît au printemps 1990 et dont les onze titres sont tous coattribués à Robertson. L'album, durement jugé par les critiques, se vend bien mais son succès est très inférieur à celui des albums précédents.

#### Bref retour à Black Sabbath (1990-1992)
Durant la tournée promotionnelle de Lock Up the Wolves, Ronnie James Dio rencontre de manière fortuite le bassiste Geezer Butler. Les deux hommes initient une re-formation de Black Sabbath, avec Tony Iommi à la guitare et Vinny Appice à la batterie. Dio met son groupe solo en sommeil pour se consacrer entièrement à Black Sabbath, qui donne plusieurs concerts et enregistre en 1992 un album, Dehumanizer, diversement apprécié par les critiques. Il permet néanmoins une résurrection commerciale de Black Sabbath, en faisant entrer le groupe dans le Top 40 des ventes au Royaume-Uni et en 44e position dans le Billboard 200, l'un des principaux classements de ventes aux États-Unis, et le groupe fait à nouveau salle comble en concert après une longue traversée du désert. Mais l'expérience prend rapidement fin lorsque Dio décide de quitter le groupe après avoir pris connaissance du projet de Iommi et de Butler de donner un concert d'adieu avec Ozzy Osbourne à Costa Mesa, à la fin de la tournée de 1992. Il était prévu que Black Sabbath joue en première partie d'Osbourne, ce qui était inacceptable du point de vue de Dio qui estimait qu'un groupe de cette envergure ne devait pas se réduire à une première partie. Le contrat de Dio avec Black Sabbath expirant à la fin de la tournée Dehumanizer, il choisit de ne pas participer aux deux dates avec Osbourne à Costa Mesa. Il est remplacé en urgence par Rob Halford et les deux concerts ont bien eu lieu.

#### Carrière solo, suite et fin (1993-2010)

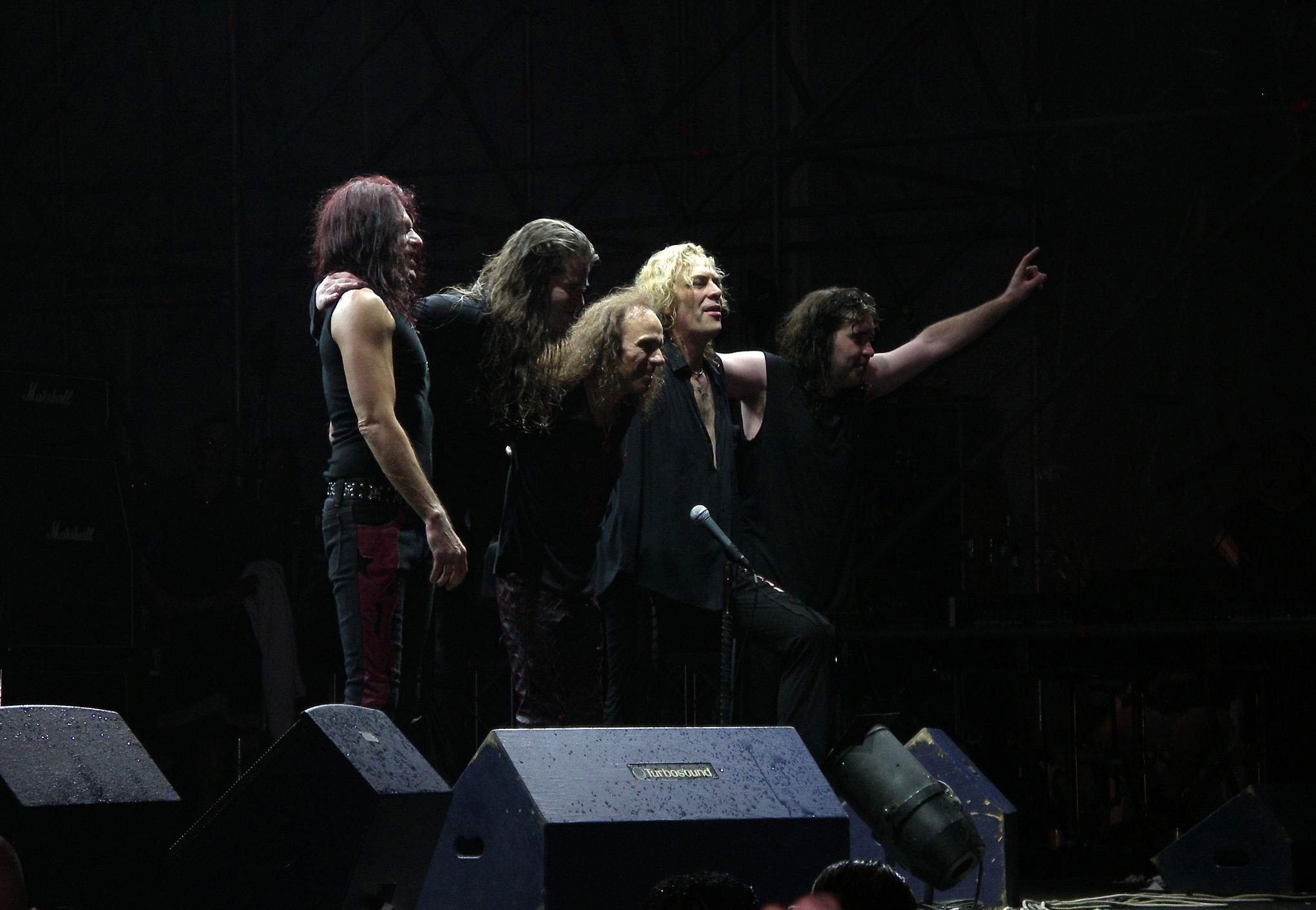
De gauche à droite : Rudy Sarzo, Craig Goldy, Ronnie James Dio, Scott Warren et Simon Wright à l'issue d'un concert de Dio, en 2005.

À nouveau démissionnaire de Black Sabbath, Ronnie James Dio reforme son groupe au sein duquel il ré-intègre Vinny Appice aux côtés du bassiste Jeff Pilson (en), du guitariste Tracy G (en) et du clavériste Scott Warren (en) qui le suivra jusqu'à la fin de sa carrière. La nouvelle formation enregistre les albums Strange Highways en 1994 et Angry Machines en 1996, en suivant une direction artistique proche celle de Dehumanizer, avec une forte influence de Tracy G au niveau de la composition. Les deux albums sont des échecs commerciaux retentissants. Certains fans considèrent cette période comme la pire de toute la carrière de Dio, tandis que d'autres l'abordent comme une étape positive, loin des sonorités dépassées des années 1980. L'album live Inferno: Last in Live (en), sort en 1998, offre un bon aperçu de ce qu'était le groupe en concert durant cette période.
En 1998, Larry Dennison remplace Pilson à la basse. Puis, dans le courant de l'année 1999, il est licencié en même temps que Tracy G et Vinny Appice claque la porte. Dio en profite pour réintégrer trois anciens membres : Craig Goldy, Jimmy Bain et Simon Wright. En 2000, ils enregistrent l'album conceptuel Magica, dont les 15 titres sont pour les deux tiers cocomposés par Dio et Goldy et pour le tiers restant par Dio seul. C'est un succès qui relance les ventes du groupe et est considéré comme le point de départ de son retour sur le devant de la scène. Le groupe entame la conception d'un nouvel album, mais un conflit avec Bain et Dio d'une part et Goldy d'autre part aboutit au remplacement in extremis de ce dernier par le très expérimenté Doug Aldrich. En mai 2002 sort l'album Killing the Dragon, entièrement coécrit par Dio et Bain avec quelques participations ponctuelles de Goldy et Aldrich. L'album est à nouveau salué par la critique et se vend bien, quoi qu'on reste définitivement très éloigné des pics des années 1980. En 2004, Dio désavoue Jimmy Bain et ré-intègre Craig Goldy. Le poste de bassiste est à nouveau assuré par Jeff Pilson pour l'enregistrement de l'album Master of the Moon, qui connaît beaucoup moins de succès que ses deux prédécesseurs. Pilson quitte le groupe après l'enregistrement et est remplacé de manière définitive par Rudy Sarzo. Durant cette période, Dio participe à de très nombreuses tournées et festivals, dont témoignent deux enregistrements : Evil or Divine (en) (2005) et Holy Diver Live (en) (2006).
Dio envisage alors d'enregistrer une suite à Magica, Magica II, mais ce projet est mis entre parenthèses lorsqu'en 2006, il ré-intègre Black Sabbath, rebaptisé Heaven and Hell. Ce groupe concentrera l'essentiel de son attention le restant de sa vie. En marge d'Heaven and Hell, Dio continue à faire fonctionner son projet solo. Avant d'être hospitalisé pour son cancer, il enregistre le single Elektra, qui aurait vraisemblablement dû figurer sur Magica II. L'enregistrement de ce dernier, prévu dans le courant de l'année 2010, est finalement annulé en raison du mauvais état de santé de Dio.

### Heaven & Hell (2006-2010)
En octobre 2006, Black Sabbath se reforme avec Tony Iommi à la guitare, Geezer Butler à la basse et Ronnie James Dio au chant. Le batteur originel Bill Ward est initialement impliqué dans ce projet, mais il est finalement remplacé par Vinny Appice, qui a joué avec les trois autres membres pendant la majeure partie des années Dio de Black Sabbath.  

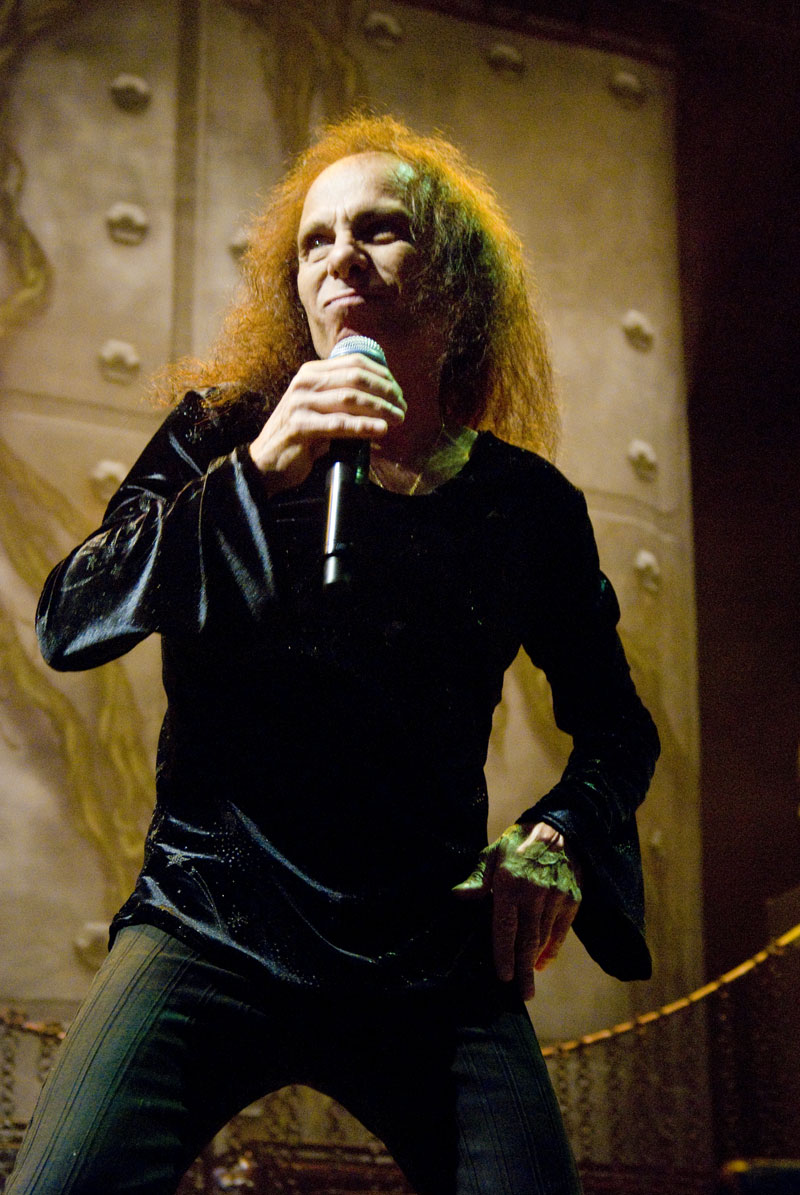
Dio en 2009 lors d'un concert de Heaven & Hell.

Au départ, cette reformation doit se limiter à l'enregistrement de trois nouveaux titres destinés à agrémenter une compilation, The Dio Years, qui reprend les meilleurs titres des albums Mob Rules, Dehumanizer, Heaven and Hell et Live Evil. Une tournée internationale est lancée en 2007 pour soutenir la publication de cette compilation. Pour se démarquer d'Ozzy Osbourne, qui reste en principe le chanteur officiel de Black Sabbath, le quartet se rebaptise « Heaven & Hell », ce qui permet en outre de se concentrer sur les seuls titres de la période Dio. Cette reformation rencontre un succès inattendu, déplaçant d'immenses foules en concert. Encouragés par l'enthousiasme du public et par leur bonne entente, les quatre membres tombent d'accord pour faire d'Heaven & Hell une expérience illimitée dans le temps et avancent même l'idée d'un nouvel album. 
En août 2007, le groupe publie un double album live, Live from Radio City Music Hall (en), enregistré quelques mois plus tôt à New York. L'année suivante, il se consacre à une tournée mondiale de 98 dates.
Heaven & Hell sort finalement son premier album, intitulé The Devil You Know, le 28 avril 2009. Acclamé par la critique et marqué par un modeste succès commercial, il est soutenu par une nouvelle tournée promotionnelle mondiale et devait normalement être suivi d'un second enregistrement dans le courant de l'année suivante. La tournée prend fin aux États-Unis le 29 aout. Au cours des dernières représentations, Dio se plaignait régulièrement de fortes douleurs à l'estomac.
La dégradation de son état de santé contraint Dio à annuler la tournée de fin d'année de son groupe. Finalement, le 25 novembre 2009, sa femme et manager Wendy annonce qu'on lui a diagnostiqué un cancer de l'estomac. Après une lourde opération chirurgicale, Dio entame une série de chimiothérapies. Les communiqués publiés régulièrement sur son site internet font état d'une amélioration progressive et en avril 2010, il se rend même en personne à la cérémonie des Revolver Golden Gods Awards au cours de laquelle il reçoit le prix du « Meilleur chanteur de metal » pour sa performance sur The Devil You Know. Mais sa situation se dégrade brutalement et, début mai 2010, les concerts de Heaven & Hell prévus durant l'été sont annulés à cause de son état de santé. Ronnie James Dio décède le 16 mai 2010 des suites de son cancer à Houston.
Une cérémonie de commémoration publique a eu lieu le 30 mai 2010 à Los Angeles. La salle, d'une capacité de 1 500 personnes, est trop petite pour accueillir la foule de fans venue rendre un dernier hommage, à tel point que plusieurs centaines de personnes doivent rester dehors et assister au déroulement de la cérémonie sur un écran placé à l'extérieur. Les amis, la famille et plusieurs des musiciens qui ont travaillé avec Dio ont prononcé des discours, parmi lesquels Rudy Sarzo, John Payne, Glenn Hughes, Joey Belladonna et Scott Warren (en). Plusieurs artistes ont ensuite interprété des titres extraits des différentes époques de la carrière de Dio, et un film retraçant ladite carrière a également été diffusé. Le public a eu l'occasion de se rendre auprès du cercueil de Dio, exposé dans la salle. En marge des événements, l'Église baptiste de Westboro a tenu un petit rassemblement pour protester contre l'organisation de la cérémonie célébrant la mort de celui qu'ils décrivent comme un « adorateur de Satan ». Wendy Dio a alors exhorté les participants à la cérémonie d'ignorer la manifestation, en rappelant que son mari détestait la violence. Ronnie James Dio est inhumé à Los Angeles, au cimetière Forest Lawn Memorial Park, à Hollywood Hills. Lors des concerts de Scorpions de la tournée 2010, Klaus Meine dédie la chanson Send Me an Angel à la mémoire de Ronnie James Dio.

## Caractéristiques vocales
Ronnie James Dio possédait une grande amplitude vocale lui permettant d'aborder des registres vocaux multiples, allant d'une voix chaude et grave au hurlement suraigu.

## Apparitions médiatiques
Dio participe au film Tenacious D in The Pick of Destiny dans lequel il joue son propre rôle : il dicte à Jack Black où aller pour suivre la route du Rock. Il apparaît également dans le documentaire Metal: A Headbanger's Journey de Samuel Dunn, sorti en 2005, au cours duquel il se prête par deux fois à une interview (titre français : Metal - Voyage au Cœur de la Bête). L'épisode de South Park Les Comptines du singe batteur le voit interpréter Holy Diver avec le groupe Dio. Il a également donné son nom au principal méchant du manga JoJo's Bizarre Adventure (Phantom Blood et Stardust Crusaders).

## Discographie

### Ronnie Dio and the Prophets
- 1963 : Dio at Domino's.

### Elf
- 1972 : Elf.
- 1974 : Carolina County Ball (L.A. / 59 aux États-Unis).
- 1975 : Trying to Burn the Sun.

### Roger Glover
- 1974 : The Butterfly Ball and the Grasshopper's Feast (chante sur trois titres).

### Rainbow
- 1975 : Ritchie Blackmore's Rainbow.
- 1976 : Rising.
- 1977 : On Stage (live).
- 1978 : Long Live Rock 'n' Roll.

#### Compilations
- 1981 : Chase the Rainbow.
- 1981 : The Best of Rainbow.
- 1986 : Finyl Vinyl.

### Black Sabbath
- 1980 : Heaven and Hell.
- 1981 : Mob Rules.
- 1983 : Live Evil (live).
- 1992 : Dehumanizer.

### Dio
| - 1983 : Holy Diver. - 1984 : The Last in Line. - 1985 : Sacred Heart. - 1987 : Dream Evil. - 1990 : Lock up the Wolves. - 1994 : Strange Highways. - 1996 : Angry Machines. - 2000 : Magica. - 2002 : Killing the Dragon. - 2004 : Master of the Moon. | - 1986 : Intermission (en). - 1998 : Inferno: Last in Live (en). - 2005 : Evil or Divine. - 2006 : Holy Diver Live. - 2010 : Dio At Donington UK: Live 1983 & 1987. - 1992 : Diamonds – The Best of Dio. - 2003 : Anthology - Stand Up and Shout. |

### Heaven & Hell
- 2007 : Live From Radio City Music Hall (en) (live 2 CD).
- 2009 : The Devil You Know.
- 2010 : Neon Nights: Live In Europe (live).

### Tenacious D
- 2006 : The Pick of Destiny (chante en compagnie de Meat Loaf et apparaît dans le film sur le titre Kickapoo).

### Kerry Livgren
- 1980 : Seeds of Change (chante sur Mask of the Great Deceiver et To Live For the King).

## Vidéographie

### Dio
DVD et VHS
- 1984 : A Special From The Spectrum.
- 1986 : Sacred Heart "The Video" (réédité en DVD sous le nom Sacred Heart "The DVD" en 2004).
- 1990 : Time Machine.
- 2003 : Evil or Divine - Live in New York City.
- 2005 : We Rock.
- 2006 : Holy Diver – Live.